# Otto I. (Burgund)

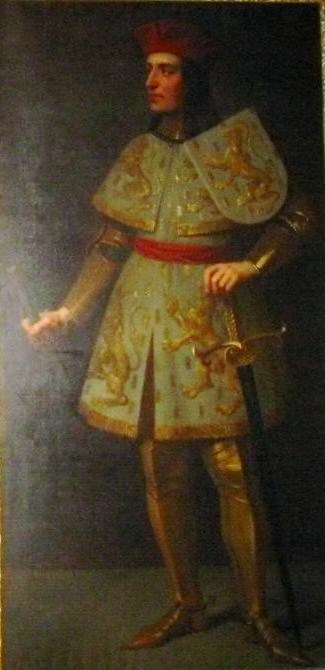
Frühneuzeitliche Phantasiedarstellung von Otto I., Pfalzgraf von Burgund

Otto I., Pfalzgraf von Burgund (* wohl Juni/Juli 1170; † 13. Januar 1200 in Besançon), auch Otto von Hohenstaufen, war der vierte Sohn Kaiser Friedrich I. Barbarossas und seiner zweiten Ehefrau Beatrix von Burgund.
1189 bekam Otto von seinem Vater die Güter seiner Mutter, das Gebiet der Freigrafschaft Burgund als Pfalzgrafschaft übertragen. Er war jedoch nicht in der Lage, die geschickte und ausgleichende Politik seines Vaters in Burgund weiter zu führen. Seine Politik provozierte Konflikte mit den Zähringern, mit dem Herzog von Burgund und den Grafen von Savoyen. Die Abspaltung Burgunds vom Reich verstärkte sich, die Grafen von Savoyen und die Grafen von Provence traten in offene Gegnerschaft zu den Staufern. Des Weiteren verstrickte sich Otto in Kämpfe mit dem Bischof von Straßburg (Konrad II. von Hüneburg) und den Grafen von Mömpelgard, da er seinen Machtbereich auf das Elsass ausbreiten wollte. Otto gelang es einige Gegner zu besiegen, einen davon, Amadeus von Mömpelgard, tötete er sogar eigenhändig beim Verhandeln. Trotzdem konnte er sich in den komplizierten Machtverhältnissen Burgunds nicht behaupten.
Pfalzgraf Otto I. von Burgund starb im Jahr 1200 im Alter von 29 Jahren in Besançon und wurde daselbst in der Kirche St. Etienne beigesetzt.

## Nachkommen
Otto war seit etwa 1190 mit Margarete von Blois verheiratet (* um 1170; † 1230), Tochter des Grafen Theobald V. von Blois, Witwe des Hugues III. d’Oisy, Kastellan von Cambrai. Diese führte nach Ottos Tod von 1202 bis 1208 selbst die Regierung in der Pfalzgrafschaft. Sie konnte ihre jüngere Tochter – nach dem Tod der älteren – an den Herzog von Meranien verheiraten, an den die Pfalzgrafschaft 1211 überging. Ihre beiden Erbtöchter aus der Ehe mit Otto I. waren:
- Johanna († 1205/1206)
- Beatrix († 7. Mai 1231) ⚭ 21. Juni 1208 in Bamberg Otto VII. von Andechs († 7. Mai 1234 in Besançon), seit 1205 Herzog von Meranien